# 薩弗頓 (密蘇里州)
薩弗頓（英語：Saverton）是位於美國密蘇里州羅爾斯縣的普查規定居民點。

## 歷史
薩弗頓的郵局自1832年營運至今。

## 人口
根據2020年美國人口普查的數據，薩弗頓的面積為3.29平方千米，當中陸地面積為2.50平方千米，而水域面積為0.79平方千米。當地共有人口213人，而人口密度為每平方千米64.74人。